# Ezequiel (futebolista)
Ezequiel Jacinto de Biasi, mais conhecido como Ezequiel, (Treze de Maio, 22 de fevereiro de 1993), é um futebolista brasileiro que atua como lateral-direito. Atualmente defende o ABC.

## Títulos
Cruzeiro
- Copa do Brasil: 2017, 2018
- Campeonato Mineiro: 2018

Chapecoense
- Campeonato Catarinense: 2020
- Campeonato Brasileiro - Série B: 2020